# Angriff auf Pearl Harbor (Film)
Angriff auf Pearl Harbor ist eine deutsche Filmdokumentation aus dem Jahr 2006 von Florian Hartung und Annette Baumeister.
Erstausstrahlung: ZDF – ARTE am 13. September 2006

## Handlung
Der Angriff auf Pearl Harbor (Hawaii) steht kurz bevor. Die US-Militärs gehen von „keiner akuten Bedrohung“ aus. Am Morgen des 7. Dezembers 1941 gibt es einen U-Boot-Alarm. Der Zerstörer USS Ward nimmt in der Hafeneinfahrt die Verfolgung auf, gibt Schüsse ab und wirft Wasserbomben. Der Erfolg bleibt zunächst unklar. Später wird ein zweites U-Boot gesichtet.
Das Büro von US-Admiral Kimmel, dem Oberkommandierenden der Flotte, ordnet den Vorfall, nach unserem heutigen Wissen, zu niedrig ein. Die Übermittlung der Nachricht dauert durch das Verschlüsselungsverfahren „ewig“.
Durch die Entdeckung eines U-Boot-Wracks der japanischen Marine vor dem Kriegshafen Pearl Harbor im Jahr 2005 ergibt sich keine grundlegend neue Sicht des Zweiten Weltkriegs im Pazifikraum.
Aber die Aussage, dass die japanischen Streitkräfte den ersten Schuss an diesem Kriegsschauplatz abgefeuert haben, ist evtl. zu überprüfen. Denn die Aussage eines Augenzeugen (Hr. W. Lehner) erhält dadurch deutlich an Gewicht.